# Missbrauchsskandal im englischen Fußball 2016
Im Jahr 2016 wurde der englische Fußball von einem weitreichenden Missbrauchsskandal erschüttert. Mehrere ehemalige Profis machten öffentlich, dass sie als Jugendspieler missbraucht worden waren. Der Skandal zog immer weitere Kreise und betraf sowohl Amateur- als auch Profivereine.

## Hauptakteure
Der vorbestrafte frühere Jugendtrainer Barry Bennell stand im Zentrum des Skandals. Er hatte in seiner Zeit bei Manchester City, Stoke City, Crewe Alexandra und mehreren weiteren Mannschaften im Nordwesten Englands gearbeitet. Bennell wurde bereits mehrfach wegen sexuellen Missbrauchs verurteilt. Im Jahr 2018 gestand er, zwischen 1988 und 1991 sechs Jungen im Alter von elf bis 14 Jahren sexuell belästigt zu haben.

## Auswirkungen
Der Skandal hatte weitreichende Auswirkungen auf den englischen Fußball. Mehr als 1000 Menschen meldeten sich bei einer neuen Beratungsstelle mit Hinweisen auf sexuelle Übergriffe. Die Telefon-Hotline wurde von der Kinderschutzorganisation NSPCC (National Society for the Prevention of Cruelty to Children) eingerichtet und vom Fußballverband FA (The Football Association) unterstützt. Es wurden Untersuchungen in zahlreichen englischen Regionen eingeleitet. Die FA geriet selbst ins Zwielicht, nachdem ein ehemaliger Jugendspieler den Verband beschuldigte, nicht auf seinen Brief geantwortet zu haben, in dem er die FA auf Missbrauch durch seinen Scout aufmerksam gemacht hatte.